# Narcea
Narcea is een comarca (Asturisch: cotarru) van de Spaanse provincie en autonome regio Asturië. De hoofdstad is Cangas del Narcea, de oppervlakte 2043 km2 en het heeft 34.534 inwoners (2003).

## Gemeenten
Allande, Cangas del Narcea, Degaña, Ibias, Tineo.
Avilés · Caudal · Eo-Navia · Gijón · Nalón · Narcea · Oriente · Oviedo